# ボーリュー＝シュル＝ドルドーニュ
ボーリュー＝シュル＝ドルドーニュ （Beaulieu-sur-Dordogne、オック語:Bél Luéc）は、フランス、ヌーヴェル＝アキテーヌ地域圏、コレーズ県のコミューン。

## 地理
ボーリューはドルドーニュ川に沿って走る県道940号線途上にある。地域圏の最南部にあたる。

## 歴史

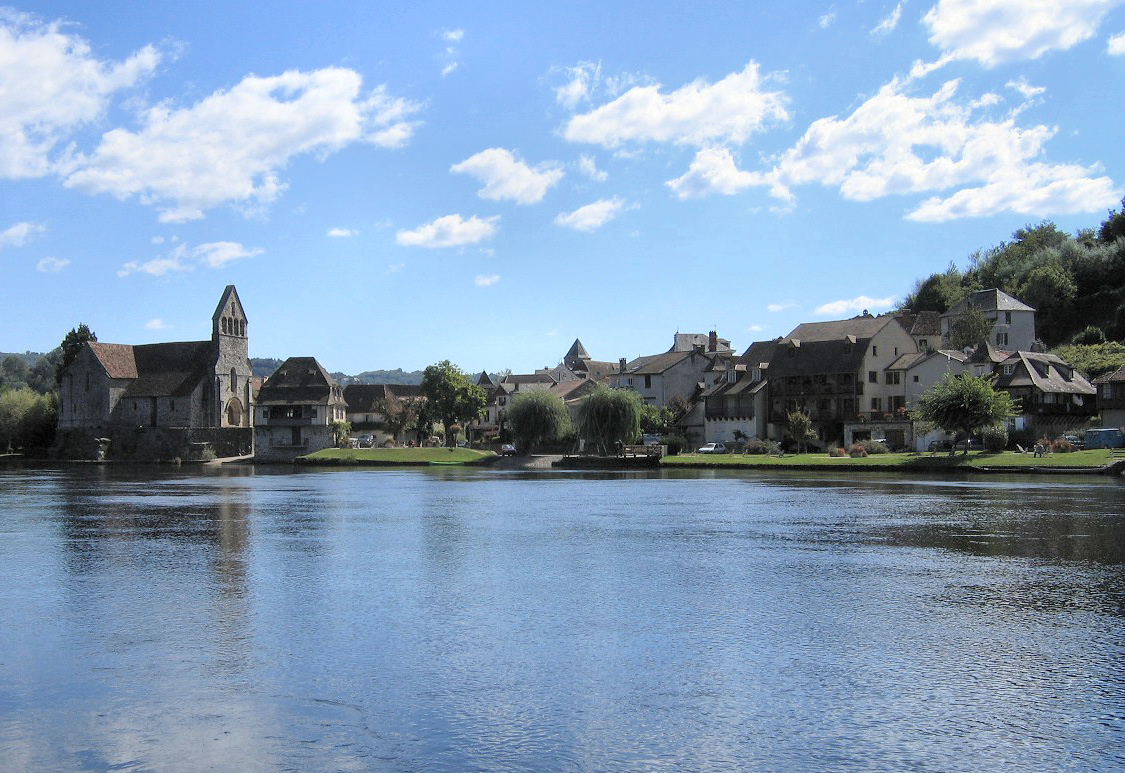
川沿いにたつペニタン礼拝堂

アキテーヌの首領の座を巡る継承戦争中の855年、ブールジュ大司教ロドルフ・ド・テュレンヌ（ケルシーおよびテュレンヌ領主の子）は、西フランク王シャルル禿頭王支持の王党派を具現化した人物で、自らの一族の土地に修道院の基礎を作らねばならないと考えた。ヴェジェンヌ（Végennes）の地への働きかけが無駄に終わると、彼はVellinusと呼ばれる地を候補地とすることにした。修道院の特許状台帳はその土地のすばらしさを報告したが、ラテン語でBellus Locusと呼ばれた地を修道院は祝別できていなかった。ソリニャック（現オート＝ヴィエンヌ県のコミューン）の大修道院から、彼は新しい修道院を設立する担当の修道士の集団を派遣し、修道院の財産形成には彼の親族が広く参加した。修道院は860年に祝別された。
ケルシー伯やテュレンヌ子爵、彼らの非常に多くの家臣たちが敬虔な寄付を行い、修道院の世俗部分は低リムーザンの1/3を占め、言葉は現在のロット県に及んだ。聖プリムと聖フェリシアンの聖遺物を保管し、世俗の欲望から苦しめられはしたが、巡礼の流れを発展させるには十分な成長であった。やがてボーリューは、リモージュからオーリヤック、フィジャック、コンク、モワサック、トゥールーズ、サンティアゴ・デ・コンポステーラへ向かう行程の必須の地となった。1095年以降クリュニー修道院に併合され、改革が行われ、復興の開始と一大事業の時期を経験した。それは修道院の作業場とそこにある装飾された彫刻に残る。
民が崇敬する聖人の庇護の下、肥沃な地方の入り口にある修道院は強大な力を持った。村の定住地の成長のためにこれは必須条件であった。13世紀終わり、修道院建物の周りで生じた村は壁で取り囲まれていた。壁には句読点のように塔が並び、堀が境界となっていた。それは修道院の囲い地であった。郊外が壁の外で生まれた。ドルドーニュ川に向かって広がるラ・グラーヴ地区には、かつて病院があった。中心となる地区は、元のVellinusの村があった場所だった。トルー地区は死者が埋葬された場所だった。ミラベル地区は、かつての修道院の果樹園の近くであった。ボーリューはカステルノーとテュレンヌの領主の欲望をそそり、真のブルジョワ階級が出現した重要な商業地となった。
1213年以降、クリュニーが独占的支配を失い、修道院は次第にその権力を失っていった。ボーリューでは、領主たる修道院長、ブルジョワ階級、そしてテュレンヌ子爵との間で対立が生じた。15世紀、修道院は徐々に崩壊していった。ユグノー戦争中に修道院は新教徒にぼろぼろにされた。16世紀に近づくと、宗教改革の理念はドルドーニュ川の船頭や商人たちの影響を受けて広がっていった。1569年から1574年の間の2度、コリニー提督の軍によって町と修道院は略奪された。修道院付属教会は新教の教会に転換された。リーグ派のおかげで1622年にカトリック信仰が取り戻されると、修道院はベネディクト会派のサン・モール会衆によって再建された。彼らは修道院の規律を復活させた。再び繁栄した町では、豪奢な邸宅が建てられた。かつてのリーグ派は、司教たちの支援を受けて、多くの宗教的友愛会をつくった。フランス革命で修道院建物が壊された時、修道院にはまだ6人の修道士たちがいた。大修道院は損害から逃れ、教区教会となった。

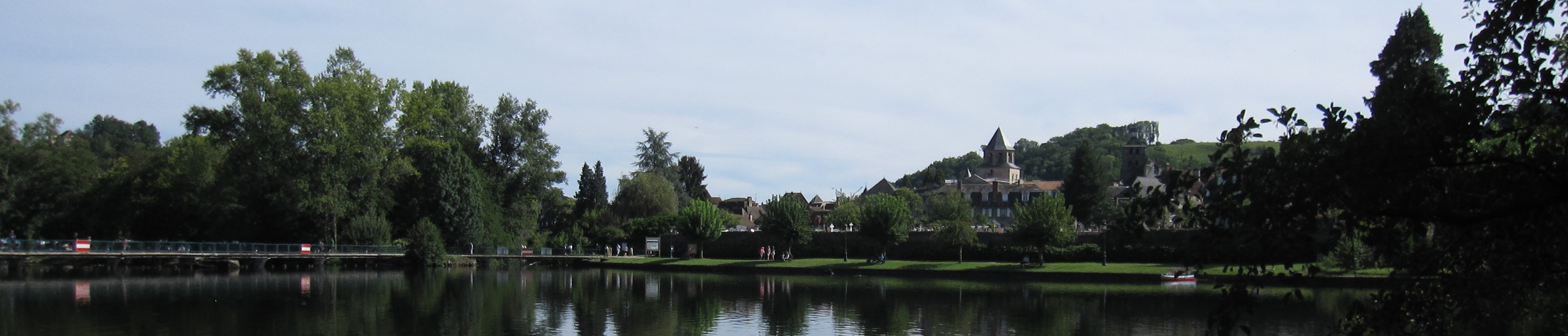
ボーリュー＝シュル＝ドルドーニュのパノラマ

## 人口統計
20世紀初頭のボーリューの人口は、2025人であった。
| 1962年 | 1968年 | 1975年 | 1982年 | 1990年 | 1999年 | 2006年 | 2011年 |
| ------ | ------ | ------ | ------ | ------ | ------ | ------ | ------ |
| 1673   | 1592   | 1560   | 1508   | 1265   | 1286   | 1287   | 1223   |

参照元:1999年までEHESS、2004年以降INSEE

## 経済
ボーリューを含む一帯はイチゴを年間400トン生産する大生産地である。これは国内のイチゴ総生産量のほぼ1%にあたる。特に、グループ・アンドロが近くのビアール・ブルテヌーの工場でジャムを生産していることが挙げられる。毎年5月の第2日曜日にはイチゴ祭りが行われ、直径8mのタルトに900kgのイチゴが敷き詰められたイチゴ・タルトが作られる。

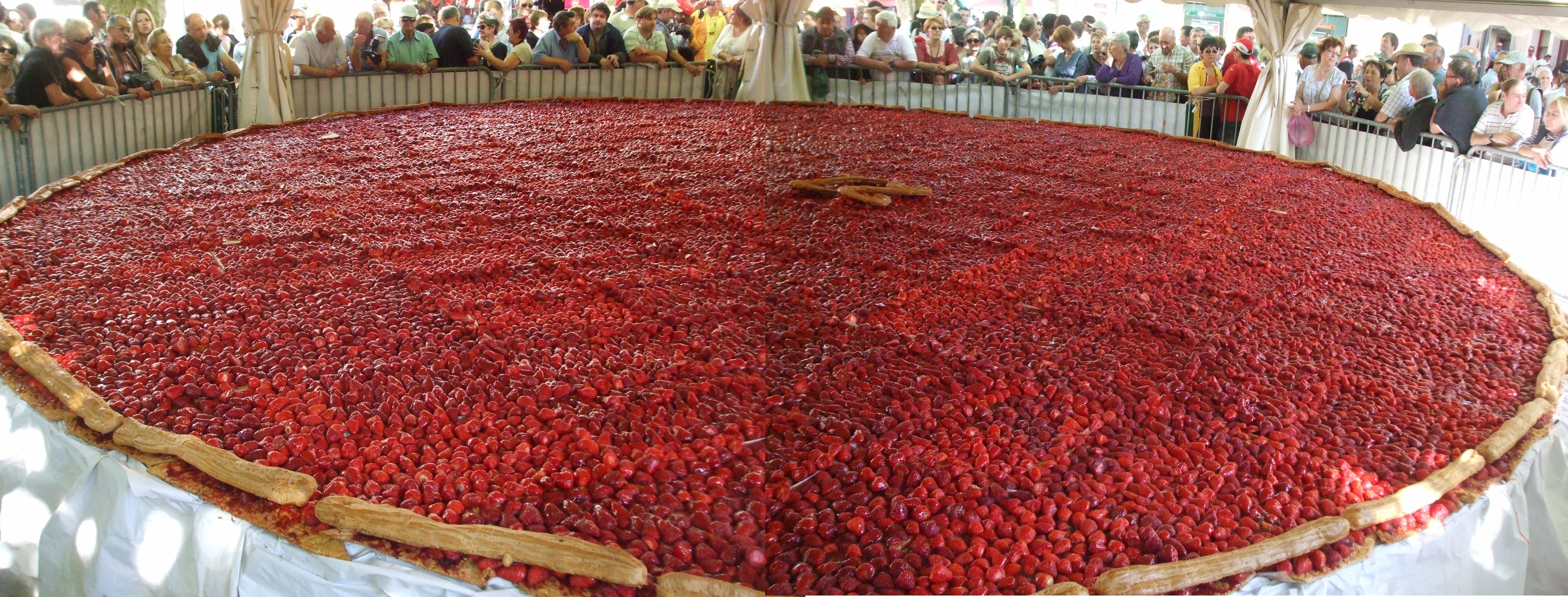
イチゴのタルト

## 史跡
- サン・ピエール修道院付属教会[6] · [7] - 9世紀、ボーリュー領主・テュレンヌ領主の一族であるロドルフによって創設。11世紀にはクリュニー修道院へ併合された。グレゴリウス改革によって拍車がかかり、巡礼が修道院の発展を促し、新たな教会建設が必要になった。1150年には新教会の聖歌隊席と翼廊が既に完成していた。建設事業は13世紀まで続けられた。設計は他の巡礼地のロマネスク様式教会に似て、ラテン十字型である。巡礼者が聖務日課の邪魔をせず回って、自分の好きな聖人ため後陣の礼拝堂で祈りを捧げられるよう、身廊には通路と回廊が備わっていた。
- エストレス城 - ドルドーニュ川より標高が上の、中世の擁壁のため傾斜地にたつ（ボーリューと、川の上流の谷を守るためで、実際にウード王が889年にノルマン人の侵攻を食い止めている）。城は14世紀、15世紀、16世紀の各時代の建物で構成される。城は20世紀直前まで廃墟であったが、現在復元されている。所在地はボーリューではなく、アスタイヤックである。

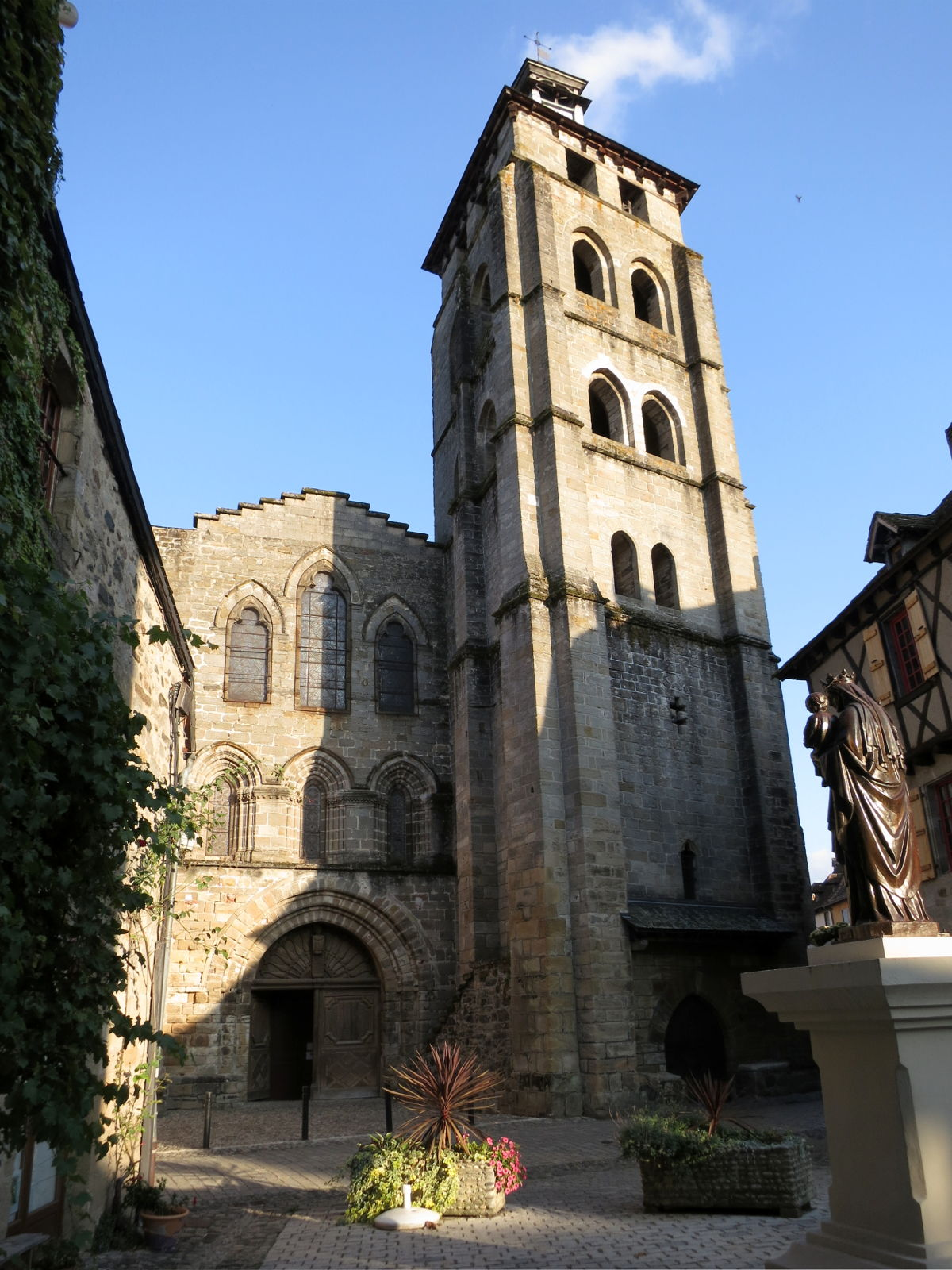
修道院外観
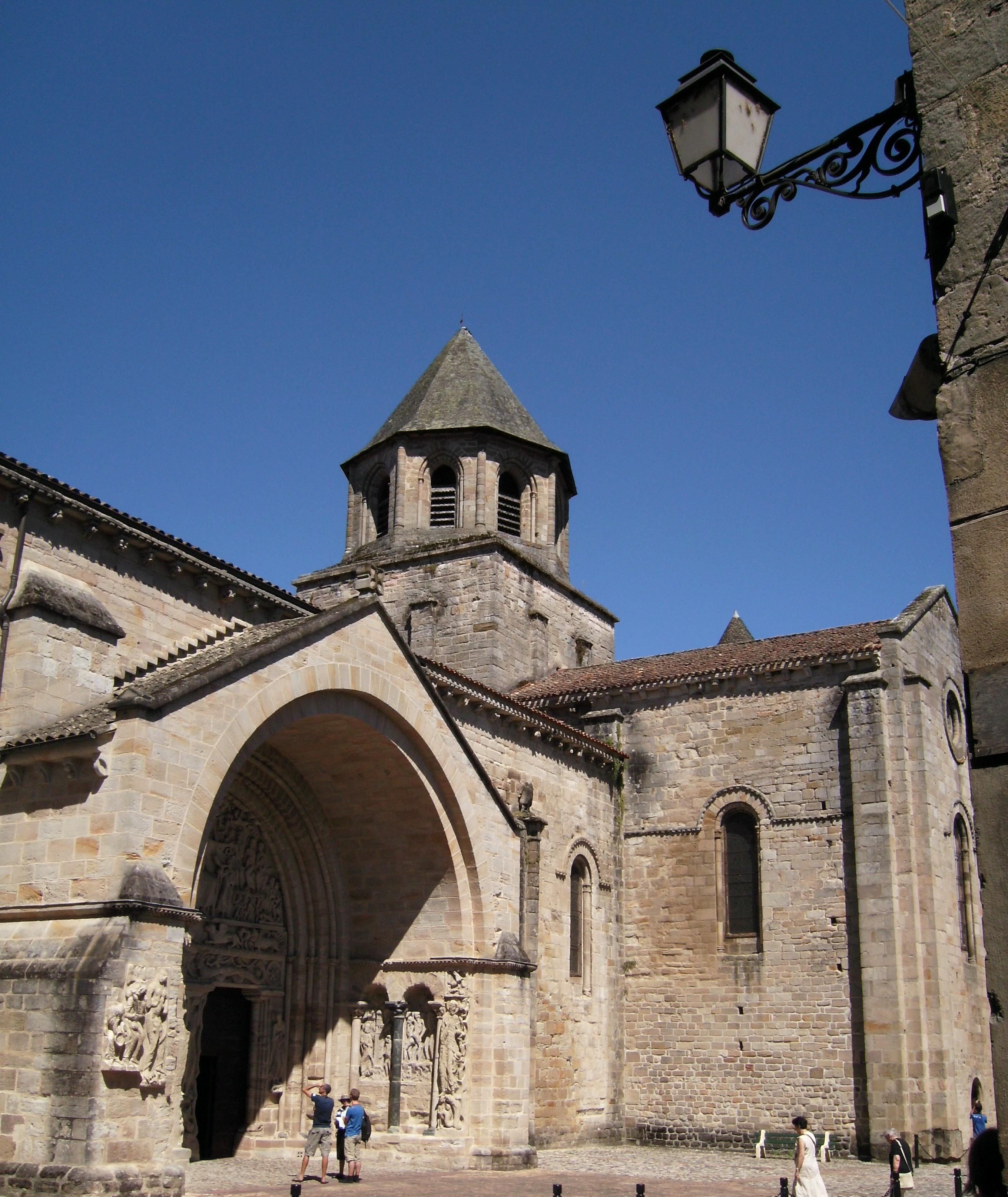
付属教会の入り口
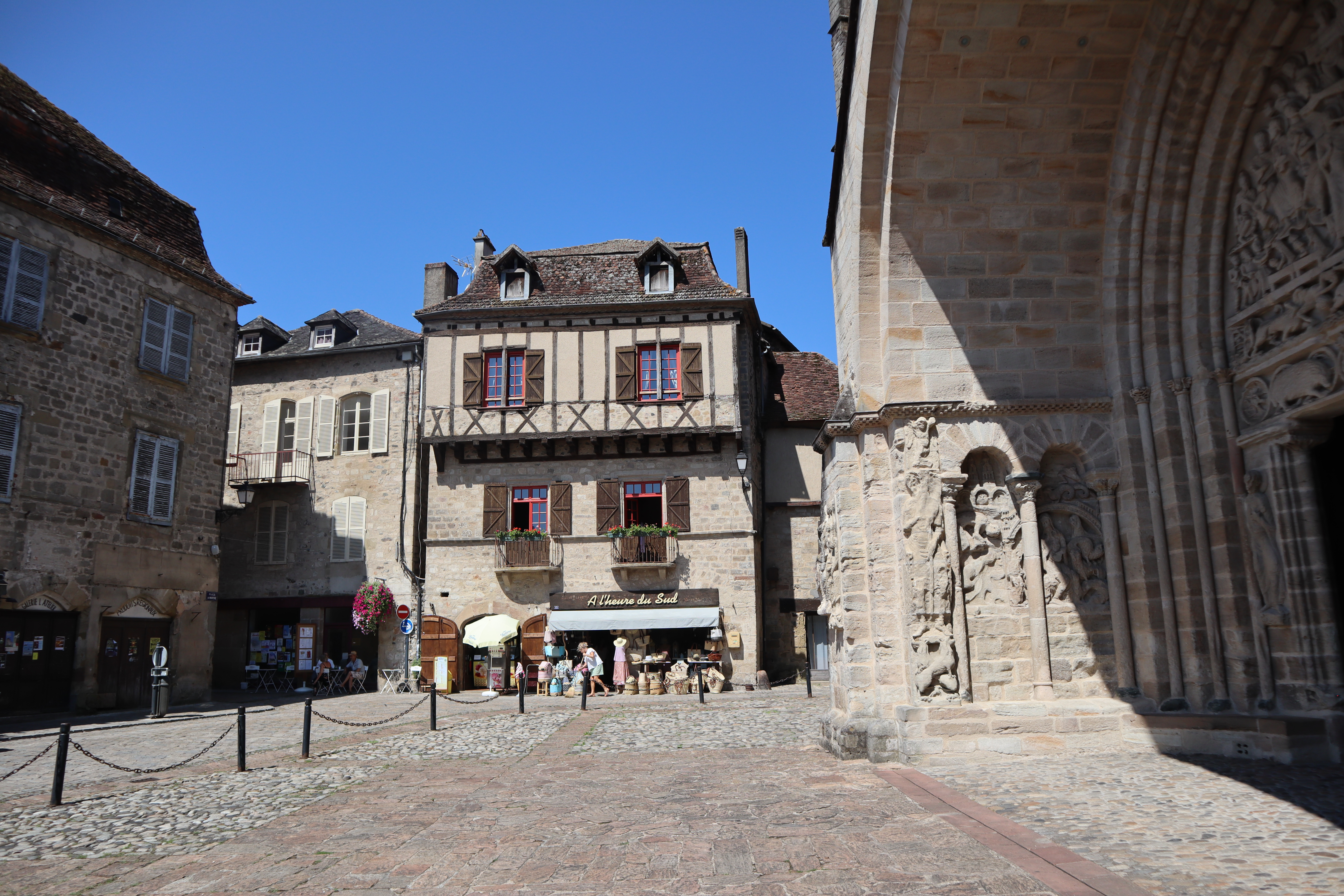
町並み
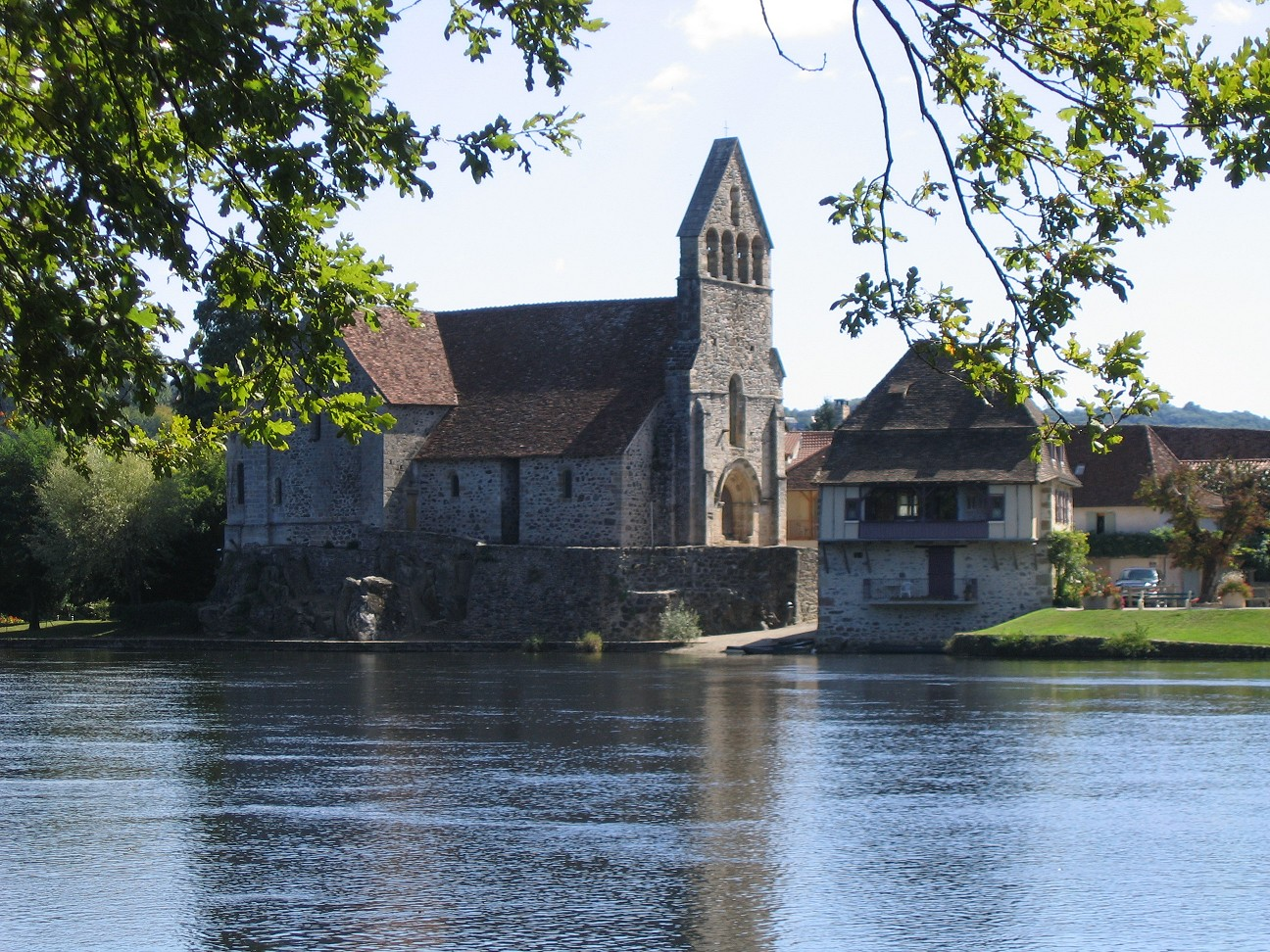
川沿いにたつペニタン礼拝堂
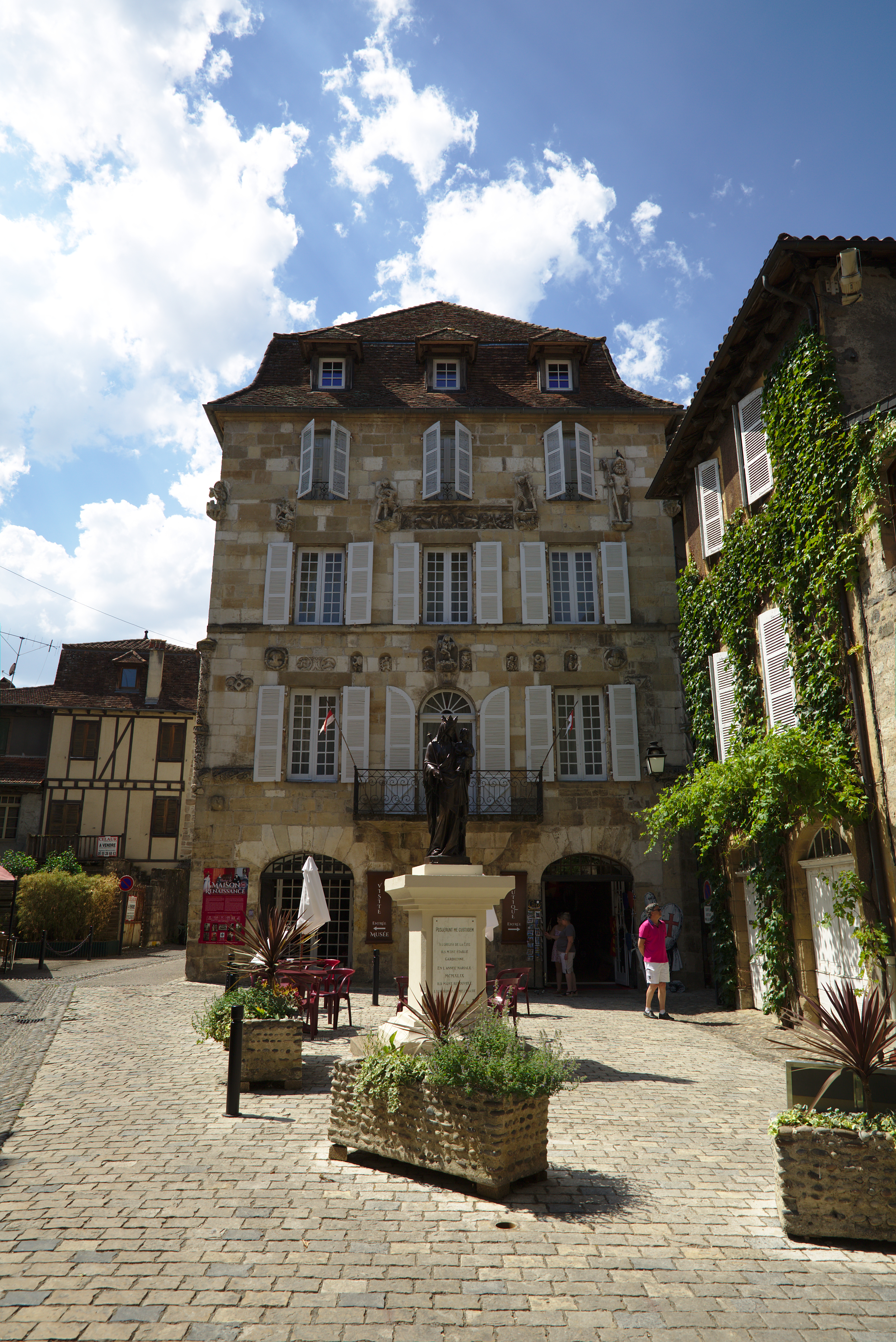
町並み
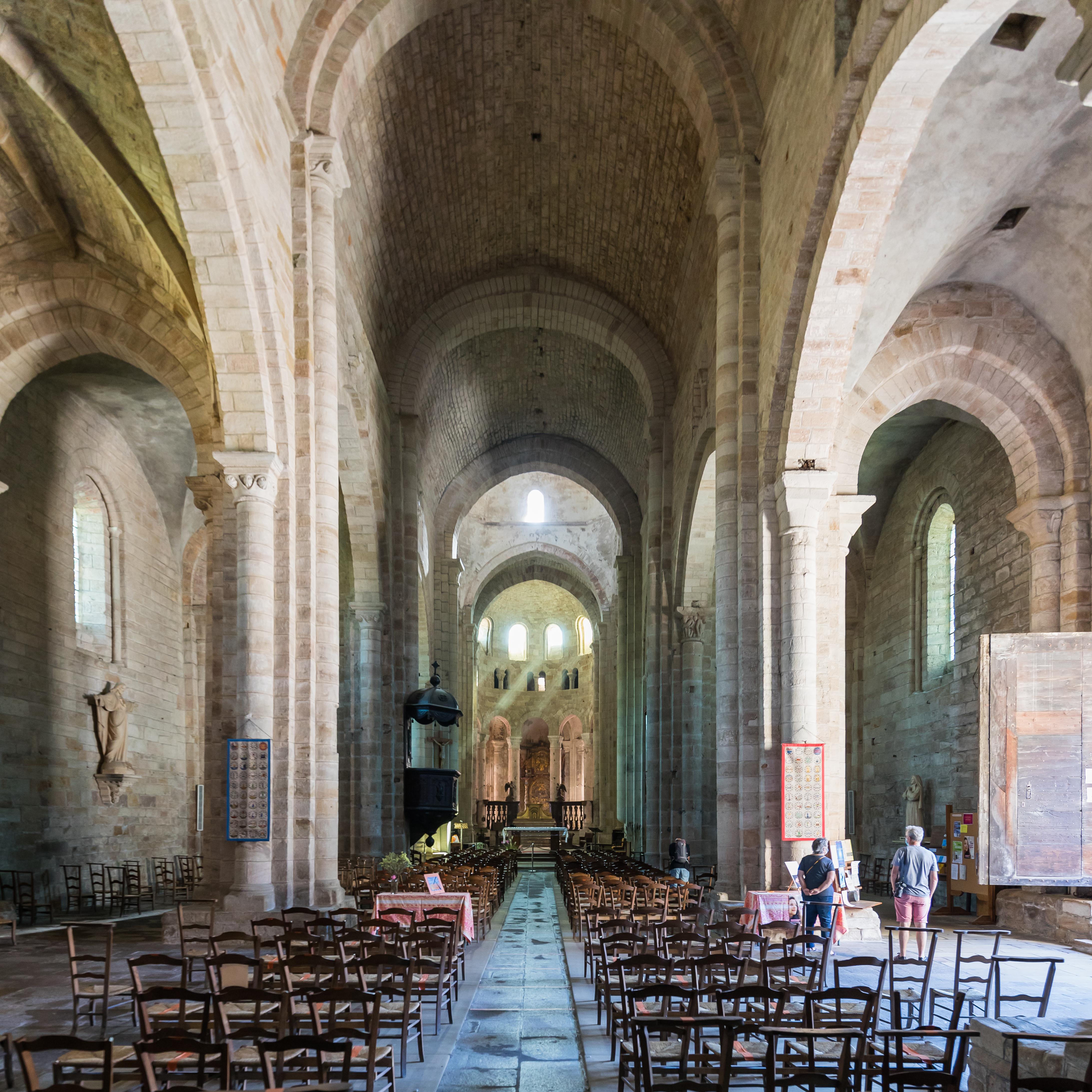
修道院インテリア

## ゆかりの人物

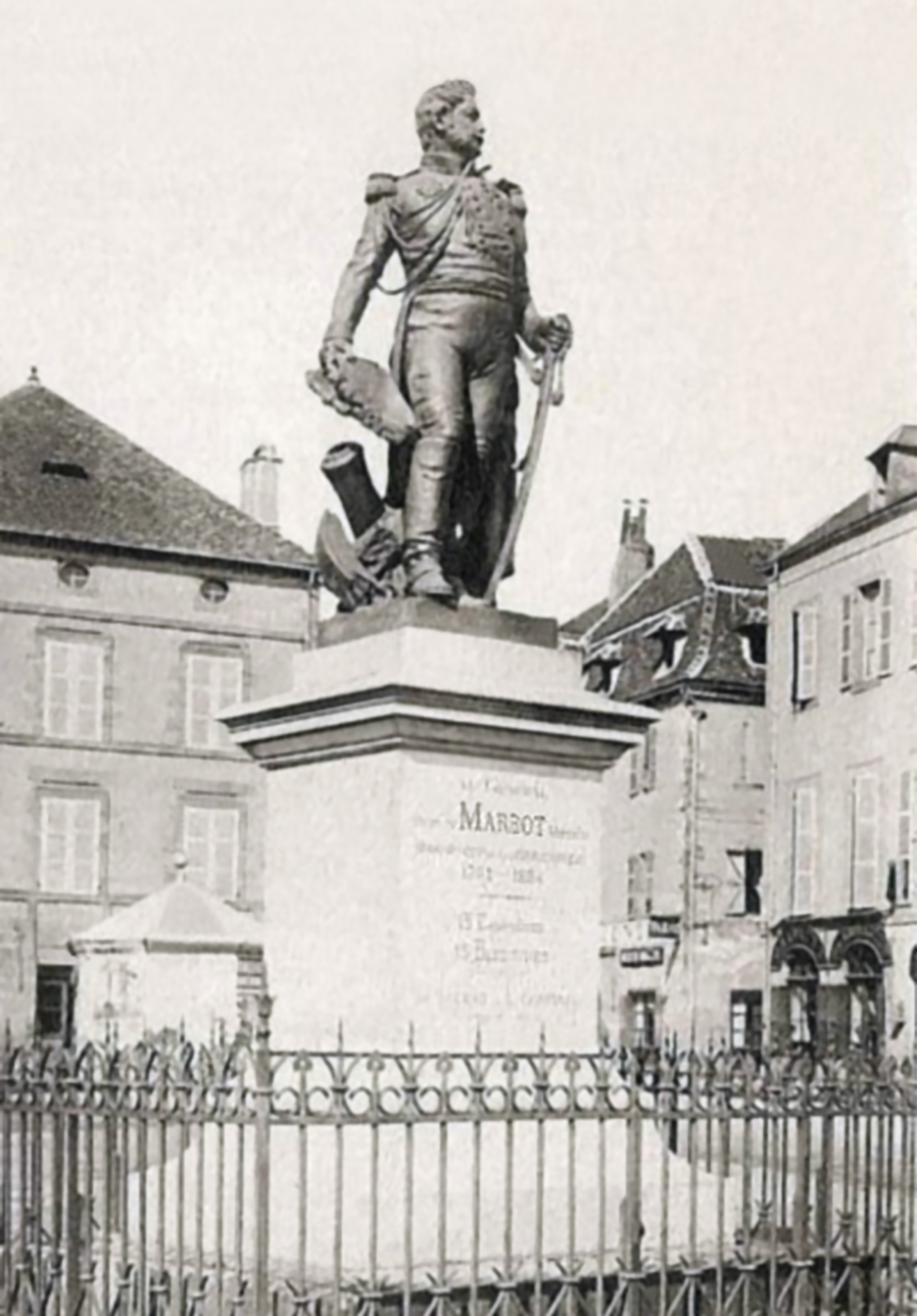
マルボ将軍像

- マルセラン・マルボ - フランス第一帝政期の軍人。百日天下で将軍となった。隣のアルティヤックの生まれ。ボーリューには彼の銅像が建てられている。
- ジャン＝アントワーヌ・マルボ - マルセランの父。軍人で、国王警護隊に所属していた。革命後は政治家となる。1800年のジェノヴァ包囲戦（fr）で戦死。